# Odontodes edemoides
Odontodes edemoides là một loài bướm đêm trong họ Noctuidae.